# 勝谷ケンシ
勝谷 ケンシ（かつや けんし、1960年 - ）kenlegendは、日本のCMディレクター、映像作家、演出家、シンガーソングライター、コンポーザー。

## 略歴
熊本県生まれ大阪府育ち。大阪芸術大学放送学科卒業後、CM製作会社ESPAにてCMの制作、企画演出に携わる。1987年フリーランスとして独立。以降、CMにかかわらず、あらゆる分野の映像の企画演出を手掛る。
また、音楽コンポーザーとしても活動。CMなどの映像コンテンツを企画段階から音楽も含めてトータルでクリエイトすることを心情としている。
勝谷ブラザーズの長兄。
次男ヒロシはベーシスト、三男はキーボーディストで、Mr.Childrenをはじめ様々なアーティストのサポートメンバー、プロデューサーとして活躍中のSunny。

## MUSIC
2024.1  kenlegend名義にてシングル「キッスの涙」をリリース。
配信サイトリンク
2023.12  MindfulMine名義にて3曲入りミニアルバム「生まれ変わる」をリリース。
配信サイトリンク
2023.3  MindfulMine名義にて3曲入りミニアルバム「All Sweet Memories」をリリース。
配信サイトリンク
2022.6  MindfulMine名義にて3曲入りミニアルバム「PEACEFUL WORLD」をリリース。
配信サイトリンク
2021.10  はくばく社歌をプロデュース。
作曲：宮沢和史　編曲プロデュース：kenlegend　唄：清水雷電　仲田霞
2021.10  MindfulMine名義にて3曲入りミニアルバム「Let's Maobics」をリリース。
配信サイトリンク
2020.8   kenlegend名義にて3曲入りミニアルバム「kokoro no kakera/心のかけら」リリース。
配信サイトリンク
2020.8　チャリティーソング「たんぽぽ」リリース
優木まおみ + letter from U   作詞：優木まおみ with letter from U    作曲：Raiden Shimizu   編曲＆プロデュース＆ビデオ監督：kenlegend

## CM
- 全日本トラック協会「企業」トラックはライフライン篇30/15秒　演出+CMソング
- コジマ「コジマックスキャンペーン」おトクMAX篇30/15秒　演出+音楽
- 大和自動車交通「企業」こちらこそありがとう篇30/15秒　演出+CMソング
- いなば食品「いなばのライトツナ」なわとび篇　新CMソングプロデュース　15秒
- 秋本食品「オモニの極旨キム」今日は秋本／味のバランス篇　15秒
- サイボウズOffice「決断の崖／緊迫の作戦会議／過酷な張り込み／混乱のホワイトボード」　4篇15秒
- しんしん「手間いらずシリーズ」　ベジタブル戦隊テマイラーズ篇15秒
- トヨクモ「安否確認サービス」　熱血漢部長篇15/30秒
- マンナンライフ「蒟蒻畑　ララクラッシュ」　蒟蒻の妖精篇15秒
- マンナンライフ「蒟蒻畑」　畑でダンス篇15秒
- しんしん「手間入らず　大根おろし」愛情たっぷり篇15秒
- Panasonic「SC-CMAX5」　NEYMAR Jr.篇15秒
- かねふく「たっぷり絡まる本格パスタソース」　15/30秒
- かねふく「生めんたいマヨ＆ドレッシング」マヨわず、ドレでも篇30/15秒
- かねふく「かねふくのめんたいこ」　熟成の技／僕のめんたいこ　氷川きよし篇15秒
- フレーバーストーン「愛しのフレービー」　松崎しげる篇15/30/60秒
- 第一三共「ダーマエナジー」　カウントダウン篇15秒
- 住友商事「東日本再生ユースチャレンジプログラム」　いっしょに成長篇30秒
- 静岡銀行「しずぎんダイレクトライト」30秒／15秒
- ウイズネット介護旅行篇30秒
- シーリーベッドシーリーを選ぶはず篇15秒
- 大原学園「本気になったら大原」　宝箱篇15秒
- 富士薬品「企業」 "I♡youを支えたい篇30秒
- JRA競馬学校 「騎手課程」 "言葉の風心の声編30秒
- moisteane「企業」 "私がはじまる篇"30秒
- UNIVERSAL MUSIC "PURE LOVE"   "トレンディーラヴァーズ" "PURE LOVE2"
- WARNER MUSIC JAPAN "Happy Running"
- 東京ディズニーリゾート(台湾向け)
- 吉備システム「企業」
- 三菱自動車　「ECLIPSE SPYDER」web CM
- EA SPORTS TRACKS
- Xbox 360「FIFA06 ROAD TO FIFA WORLD CUP」
- J:COM 「 J:COM MOBILE バスストップ篇」 「J:COM HDR 幸せもダブルで篇」「J:COM 企業 母さんありがとう篇」
- 農林水産省  日本産米中国輸出CM「錦上添花篇」

## PV
- 杉本彩「私生活」
- シャバグッチーズ「愛は本気でするものさ」
- sarah「天真爛漫」
- After me「レインボーチェイサー」
- SUNNY「はじめの一歩」
- Baba Mania「Summer Boogie」「Jungle Radio」「WANNA ROCK」

## 番組
- スカサカ！×ヒストリーチャンネル共同制作番組「日本サッカーの歴史 -進化の証言-"50分」
- JCN 「QVCショッピングを超えてゆく」「Smile Story」
- スペースシャワーTV「natural」平井堅

## ムービー
- 彼女が彼氏と別れる理由 「観覧車」「独白」Vシネマ
- 沈黙の病気ザ・サイレントキラー　(出演　北原佐和子、峰岸徹、渋谷哲平、井口成人他)

## プロモーション・web etc,
- Tohoku University ”This is Tohoku University”　プロモーション
- 富士通ゼネラル 「nocria Wシリーズ」エアコン　プロモーション
- 日立製作所 ”Smile” 「協創の森」プロモーションムービー
- 内閣府 大会を契機とした取組とレガシー　～TOKYO 2020～
- 優木まおみ YouTube Maomi channel MAOBICSシリーズ コンテンツ
- SK-Ⅱ ピテラエッセンス　アンディ・ウォーホル ✖️ SK-Ⅱ　朝比奈彩Instagram 広告
- 日立製作所 協創の森コンセプトムービー 　「コンセプト篇」「ドローン篇」＊ドローン篇は映文連アワード2020準グランプリ👑を受賞
- 姫路城 光絵巻HAKUA 3D PROJECTION MAPPING SHOW ストーリー原案／脚本
- TOSHIBA Smart Community Center「80面モニターコンテンツ」
- NEC 家庭用蓄電システム「ヘムスさんがやって来た!」
- Panasonic VIERA 店頭プロモーション 3’「躍 彩 美」
- HITACHI HITACHI Theater「自動運転の実現をめざして」「VITORIA 柏レイソル優勝の奇跡」「日立の社会貢献」他
- BlackBerry Bold9700 「prmotion movie」
- HONDA CARS The movie「We are HONDA CARS!」
- CIRQUE DU SOLEIL ZED Promotion DVD
- 東京ディズニーランド「さようなら東京ディズニーランドエレクトリカルパレード」
- 東京ディズニーリゾート「Fun Filled Disney」「ディズニーアンバサダーホテル」「Disneys Fairy Tale Weddings」DVD
- 資生堂「シーブリーズ」「尿素シリーズ」「Q10AA　ホワイト」
- カネボウ化粧品「SALA パーフェクトヘアマスク」「ALLIE」「DEW SUPERIOR」
- リサージ「ECM」
- POLA「美しい肌のためのスキンケア」「健康で美しい未来のために」
- 農林水産省「The Rice of Japan」「豊穣 The FERTILITY 」「ご馳走 GO CHI SO」
- 国土交通省「富山心の道物語」
- 全国銀行協会「ドキュメントアイ／ザ・バンク」
- ENEOS「えすえす仕事術」
- NTTコムウェア「タンジブル防災シミュレータ」「データセンタソリューション」
- コカコーラ「小さなきずな」
- KDDI「OFFICE WISE」「Bluetooth」「ビジネス便利パック」
- フィリップモリス「CALL STEPS」
- 東京海上日動「明日に向かって」
- ANA「This is Our Stage」
- 扶桑レクセル「OwNers LINE」
- 昭和電工「化学の森」
- KOKUYO「ダイナフィットチェア Fシリーズ」「エアリウムパネル」
- 東亜合成「微笑みのために」

etc,

## MP／CMsong
- ♪トラックはライフライン「全日本トラック協会」「企業」TVCM30/15”
- ♪大和はSmile「大和自動車交通」「企業」TVCM30/15”
- ♪Smile「日立製作所」日立製作所 研究開発グループプロモーションムービー
- 「いなばライトツナ」TVCM15”
- ♪今日は秋本！「秋本食品」「オモニの極旨キムチ」TVCM15”
- ♪ベジタブル戦隊テマイラーズ！「しんしん」「手間いらずシリーズ」篇TVCM15”
- ♪愛情たっぷり！「しんしん」大根おろし「おろしでミュージカル」篇TVCM15”
- ♪マヨわず、ドレでも「かねふく」生めんたい＆マヨTVCM15”
- ♪僕はかねふく「かねふく」かねふくのめんたいこ「僕のめんたいこ」篇TVCM15”
- ♪kira kira boshi 第一三共　ダーマエナジー「10日間カウントダウン」篇TVCM15”
- ♪がんばれユース！「住友商事」TVCM 東日本再生ユースチャレンジプログラム「いっしょに成長」篇TVCM30”
- ♪Direct Techno「しずぎん」TVCM ダイレクトライト「ボクならスマホで」篇TVCM30”
- ♪I got rhythm「ウイズネット」 TVCM介護旅行「添乗」篇TVCM30”
- ♪I love you「富士薬品」 TVCM企業「I ♡ you を支えたい」篇TVCM30”
- ♪心のかけら J:COMTVCMイメージソング